# Phasia transvaalensis
Phasia transvaalensis là một loài ruồi trong họ Tachinidae.